# Coupe du monde de BMX

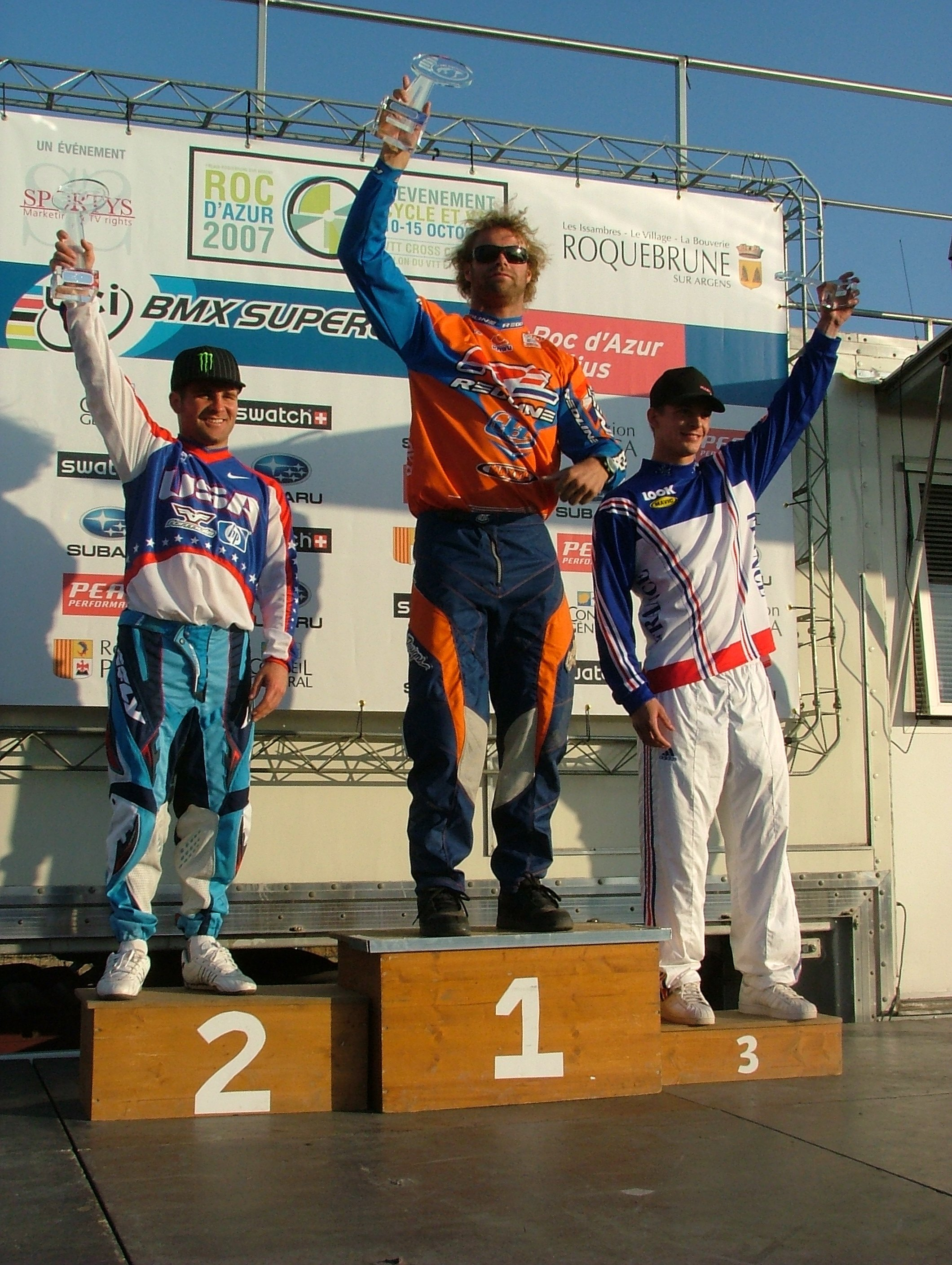
Podium de l'édition 2007

La Coupe du monde de BMX (UCI BMX Supercross World Cup en anglais) est organisée par l'Union cycliste internationale. La première édition annoncée en 2002 a lieu en 2003 dans le but de promouvoir le BMX. Elle s'ouvre aux féminines en 2007.
Les cyclistes gagnent des points en fonction de leur placement dans chaque manche de coupe du monde. Le leader de chaque coupe du monde est identifié par un maillot. En 2016, l'UCI met en place une Coupe du monde de BMX freestyle (Coupe du Monde BMX Freestyle Park et Flatland UCI).

## Histoire

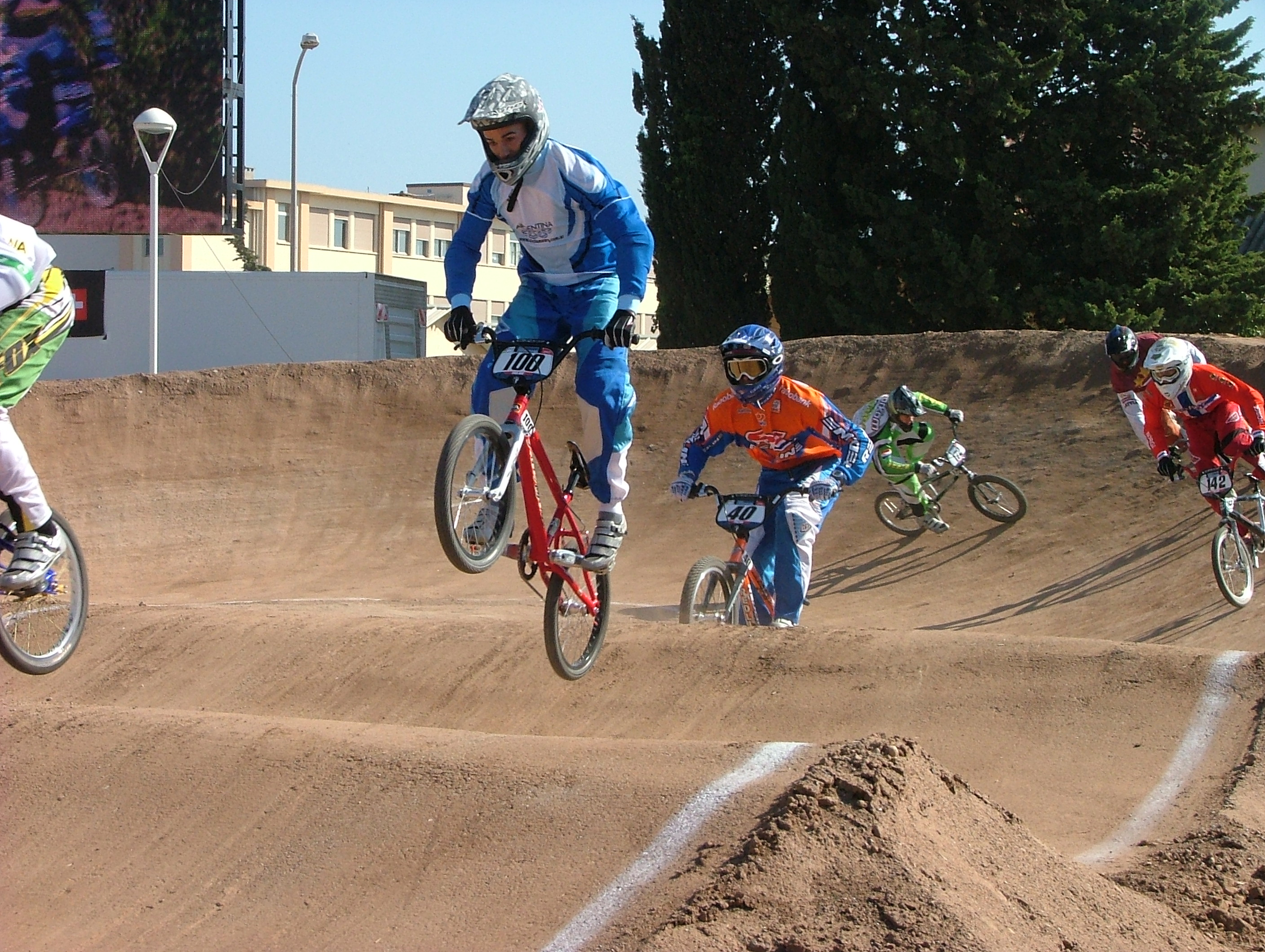
Manche de la Coupe du monde 2007 à Fréjus.

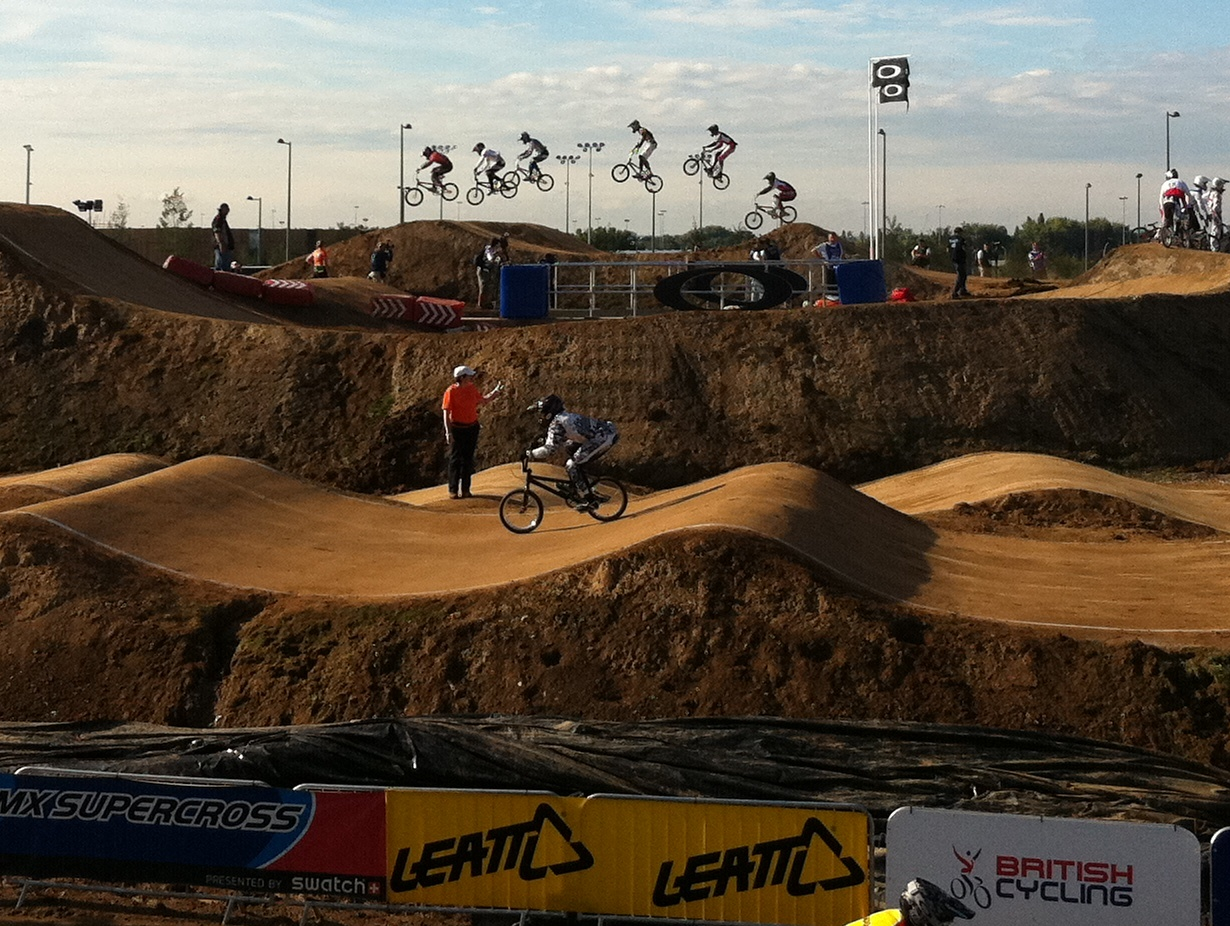
La piste du Lee Valley VeloPark accueille en 2011 un test pour la compétition olympique de l'année suivante.

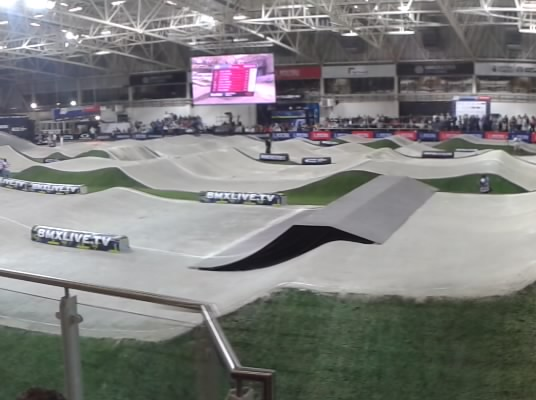
Le National Cycling Centre de Manchester (ici en 2013) a accueilli plusieurs fois des manches de Coupe du monde.

### 1995: projet pilote
En 1995, l'UCI met en place un projet de Coupe du monde de BMX. Le test s'effectue sur deux manches organisées à Brighton (Grande-Bretagne) et Columbus (États-Unis). Aucun classement n'est mis en place, mais les manches sont remportées par le Britannique Jamie Staff et le Français Christophe Lévêque chez les hommes, ainsi que la Néerlandaise Karien Gubbels et l'Américaine Marie McGilvary chez les femmes.

### 1996-2000: première version éphémère de la Coupe du monde
La première édition officielle a lieu en 1996 sur quatre manches à Porlamar (Venezuela), Orlando (États-Unis), Peterborough (Grande-Bretagne) et Valkenswaard (Pays-Bas). Le Britannique Jamie Staff et l'Allemande Kerstin Munski en sont les premiers lauréats
En 1997, trois manches sont au programme en Australie, aux Pays-Bas et au Canada. L'année suivante, une seule manche est organisée en Australie à Geelong. En 1999, une configuration différente est mise en place avec des qualifications sur trois continents et une finale à Petit-Couronne, en France,. L'édition 2000 se déroule à nouveau sur une seule manche aux États-Unis.
Manquant de lisibilité et de continuité dans le format, cette première version de la Coupe du monde s'arrête à l'issue de l'édition 2000.

### Depuis 2003: l'UCI BMX Supercross World Cup
À partir de 2003, l'UCI lance une nouvelle série d'épreuves nommée UCI BMX Supercross qui remplace la Coupe du monde de BMX UCI organisée de 1996 à 2000. Une seule manche est prévue à Camp Woodward et elle ne concerne que les hommes (Pennsylvanie, États-Unis). Le nombre de manches augmente, passant à 2 en 2005, puis à 4 deux ans plus tard.
En 2007, alors que le BMX s'apprête à apparaitre aux Jeux olympiques pour la première fois en 2008 à Pékin, la Coupe du monde s'ouvre aux féminines. De plus cette compétition attribue désormais des points nécessaires aux équipes nationales pour se qualifier pour les Jeux olympiques, ce qui augmente la concurrence sur les manches de Coupe du monde.
En 2021, pour la première fois, la Coupe du monde de BMX accueille des épreuves pour les hommes et les femmes de la catégorie des espoirs (moins de 23 ans).

## Catégories d'âges
Les courses de la Coupe du monde de BMX sont conçues pour assurer une bonne promotion du sport et accroître sa reconnaissance. Il existe plusieurs catégories sur la Coupe du monde :
- Hommes Élites
- Femmes Élites
- Hommes Moins de 23 ans
- Femmes Moins de 23 ans

Ils courent sur des vélo BMX classiques de 20 pouces (diamètre de la roue).

## Déroulement d'une épreuve
Chaque course commence avec les manches de qualification. Chaque groupe composé au maximum de 8 coureurs courent 3 fois. Après ces 3 manches initiales, les 4 meilleurs de chaque groupe courent le tour de compétition suivant. Ces tours peuvent se décomposer comme suit : 1/16 finale, 1/8 finale, 1/4 finale, demi-finale puis finale. 

## Palmarès masculin

### Élites

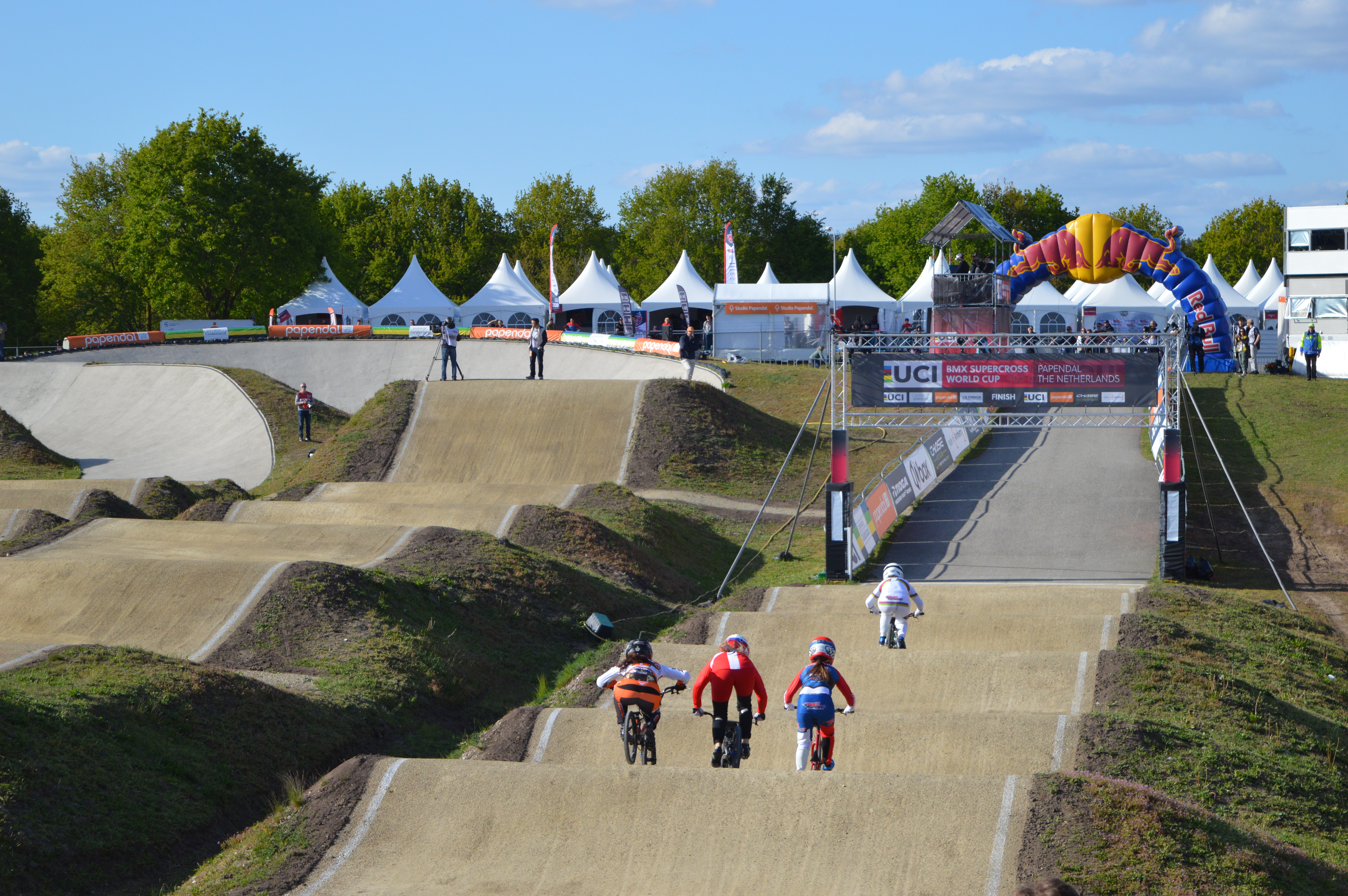
Papendal, aux Pays-Bas, organise une manche presque chaque année depuis l'ouverture de la piste de BMX en 2011.

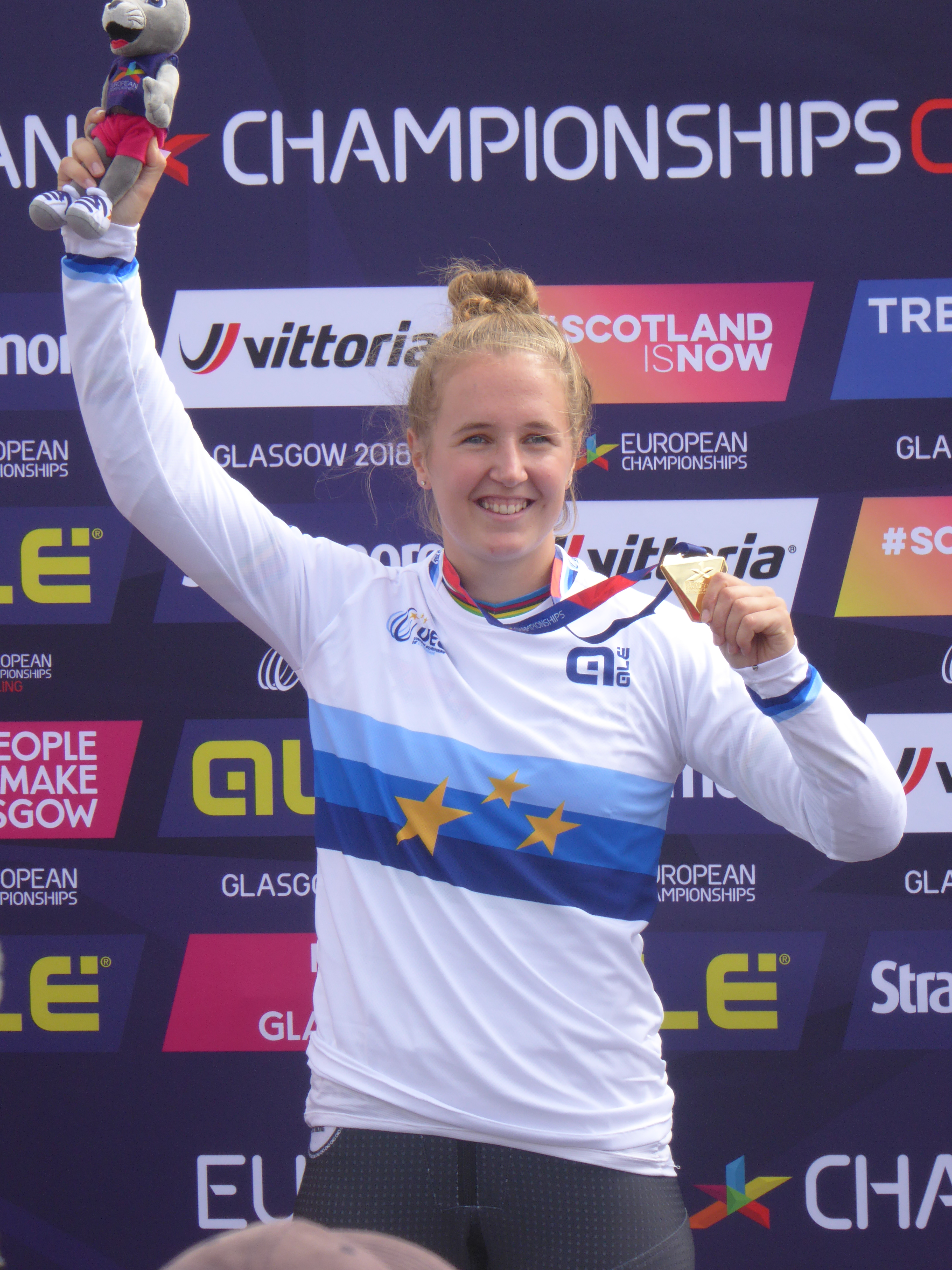
Laura Smulders quintuple lauréate de la Coupe du monde.

| Année                        | 1er               | 2e                 | 3e                    |
| UCI BMX World Cup            |                   |                    |                       |
| 1996                         | Jamie Staff       | Thomas Allier      | Dale Holmes           |
| 1997                         | Dale Holmes       | Thomas Allier      | Jesse Carlsson        |
| 1998                         | Denis Labigang    | Thomas Allier      |                       |
| 1999                         | Robert de Wilde   | Joachim Enault     | Jason Richardson      |
| 2000                         | Mario Andrés Soto |                    |                       |
| UCI BMX Supercross World Cup |                   |                    |                       |
| 2003                         | Robert de Wilde   | Robbie Miranda     | Michal Prokop         |
| 2004                         | Derek Betcher     | Mike Day           | Michal Prokop         |
| 2005                         | Robert de Wilde   | Cristian Becerine  | Randy Stumpfhauser    |
| 2006                         | Donny Robinson    | Michal Prokop      | Mike Day              |
| 2007                         | Robert de Wilde   | Donny Robinson     | Damien Godet          |
| 2008                         | Donny Robinson    | David Herman       | Kyle Bennett          |
| 2009                         | Sam Willoughby    | Ivo van der Putten | Donny Robinson        |
| 2010                         | Māris Štrombergs  | Sam Willoughby     | Connor Fields         |
| 2011                         | Joris Daudet      | Marc Willers       | Raymon van der Biezen |
| 2012                         | Sam Willoughby    | Connor Fields      | Twan van Gendt        |
| 2013                         | Connor Fields     | Jelle van Gorkom   | Liam Phillips         |
| 2014                         | Liam Phillips     | Anthony Dean       | Twan van Gendt        |
| 2015                         | Liam Phillips     | Niek Kimmann       | Amidou Mir            |
| 2016                         | Corben Sharrah    | David Graf         | Māris Štrombergs      |
| 2017                         | Sylvain André     | Connor Fields      | Tory Nyhaug           |
| 2018                         | Niek Kimmann      | Joris Daudet       | Sylvain André         |
| 2019                         | Niek Kimmann      | Alfredo Campo      | David Graf            |
| 2020                         | Connor Fields     | Anthony Dean       | Carlos Ramírez        |
| 2021                         | Simon Marquart    | Carlos Ramírez     | Joris Daudet          |
| 2022                         | Sylvain André     | Cameron Wood       | Izaac Kennedy         |
| 2023                         | Romain Mahieu     | Joris Daudet       | Diego Arboleda        |
| 2024                         | Izaac Kennedy     | Cédric Butti       | Niek Kimmann          |

| Pos | Nom                                                                      | Victoires |
| --- | ------------------------------------------------------------------------ | --------- |
| 1   | Niek Kimmann                                                             | 15        |
| 2   | Joris Daudet                                                             | 12        |
| 3   | Connor Fields Māris Štrombergs                                           | 8         |
| 5   | Romain Mahieu                                                            | 7         |
| 6   | Liam Phillips Corben Sharrah Sam Willoughby                              | 6         |
| 9   | Sylvain André Robert de Wilde Simon Marquart Donny Robinson Marc Willers | 3         |

### Espoirs
| Année | 1er          | 2e                | 3e                  |
| 2021  | Asuma Nakai  | Wannes Magdelijns | Cristhian Castro    |
| 2022  | Léo Garoyan  | Rico Bearman      | Tatyan Lui-Hin-Tsan |
| 2023  | Rico Bearman | Matéo Colsenet    | Thomas Maturano     |
| 2024  | Oliver Moran | Bennett Greenough | Jesse Asmus         |

### Juniors
| Année             | 1er              | 2e            | 3e               |
| UCI BMX World Cup |                  |               |                  |
| 1996              | Sascha Meyenborg | Carmine Falco | Jacguel Gonzalez |
| 1997              | Lukáš Tamme      | Brant Moisel  | Scott Burston    |
| 1998              |                  |               |                  |
| 1999              | Jamie Gray       | Milan Krebs   | Michal Prokop    |

## Palmarès féminin

### Élites
| Année                        | 1re                   | 2e                    | 3e                 |
| UCI BMX World Cup            |                       |                       |                    |
| 1996                         | Kerstin Munski        | Karien Gubbels        | Natascha Massop    |
| 1997                         | Natarsha Williams     | Karien Gubbels        | Kerstin Munski     |
| 1998                         | Rachael Marshall      |                       |                    |
| 1999                         | Natarsha Williams     | Dagmara Poláková      | Rianne Busschers   |
| 2000                         | Natarsha Williams     |                       |                    |
| UCI BMX Supercross World Cup |                       |                       |                    |
| 2007                         | Laëtitia Le Corguillé | Gabriela Maria Diaz   | Sarah Walker       |
| 2008                         | Arielle Martin        | Laëtitia Le Corguillé | Sarah Walker       |
| 2009                         | Laëtitia Le Corguillé | Eva Ailloud           | Arielle Martin     |
| 2010                         | Laëtitia Le Corguillé | Caroline Buchanan     | Sarah Walker       |
| 2011                         | Sarah Walker          | Magalie Pottier       | Mariana Pajón      |
| 2012                         | Caroline Buchanan     | Magalie Pottier       | Alise Post         |
| 2013                         | Mariana Pajón         | Arielle Martin        | Laura Smulders     |
| 2014                         | Caroline Buchanan     | Mariana Pajón         | Laura Smulders     |
| 2015                         | Mariana Pajón         | Stefany Hernández     | Alise Post         |
| 2016                         | Laura Smulders        | Brooke Crain          | Simone Christensen |
| 2017                         | Laura Smulders        | Mariana Pajón         | Simone Christensen |
| 2018                         | Laura Smulders        | Saya Sakakibara       | Judy Baauw         |
| 2019                         | Laura Smulders        | Felicia Stancil       | Alise Willoughby   |
| 2020                         | Alise Willoughby      | Saya Sakakibara       | Manon Valentino    |
| 2021                         | Mariana Pajón         | Laura Smulders        | Felicia Stancil    |
| 2022                         | Laura Smulders        | Zoé Claessens         | Bethany Shriever   |
| 2023                         | Saya Sakakibara       | Bethany Shriever      | Laura Smulders     |
| 2024                         | Saya Sakakibara       | Manon Veenstra        | Alise Willoughby   |

| Pos | Nom                                              | Victoires |
| --- | ------------------------------------------------ | --------- |
| 1   | Laura Smulders                                   | 28        |
| 2   | Mariana Pajón                                    | 15        |
| 3   | Saya Sakakibara                                  | 10        |
| 4   | Laëtitia Le Corguillé                            | 7         |
| 5   | Caroline Buchanan Shanaze Reade Bethany Shriever | 6         |
| 8   | Zoé Claessens Sarah Walker Alise Willoughby      | 4         |

### Espoirs
| Année | 1er               | 2e                | 3e                |
| 2021  | Thayla Burford    | Léa Brindjonc     | Jui Yabuta        |
| 2022  | Veronika Stūriška | Aiko Gommers      | Thayla Burford    |
| 2023  | Tessa Martinez    | Veronika Stūriška | Ava Corley        |
| 2024  | Teya Rufus        | Isabell May       | Veronika Stūriška |

### Juniors
| Année             | 1re                 | 2e             | 3e               |
| UCI BMX World Cup |                     |                |                  |
| 1996              | Karine Chambonneau  | Ilse Freriks   | Tatjana Schocher |
| 1997              | Rachael Marshall    | Alesha Pollard | Ellen Bollansee  |
| 1998              |                     |                |                  |
| 1999              | Gabriela Maria Diaz | Simone Dür     | Tanya Bailey     |